# Wapen van Simpelveld

Wapen van Simpelveld sinds 1983

Het wapen van de Nederlandse gemeente Simpelveld in Limburg is op 21 januari 1983 bij Koninklijk Besluit door de Hoge Raad van Adel aan de gemeente toegekend. Het verving het wapen uit 1907.

## Geschiedenis
Volgens Sierksma is het een zogenaamd sprekend wapen: de rivier de Simpel wordt aangegeven door de zilveren paal. Tot 1795 maakte de plaats deel uit van de heerlijkheid Bocholtz. Tot 1803 maakten beide plaatsen ook deel uit van dezelfde parochie, met als beschermheilige St. Remigius.
In 1982 werd Bocholtz bij de gemeente gevoegd. Het nieuwe wapen toont niet meer de gehele heilige, maar slechts zijn attributen: een ampul en een duif. De Jacobsschelpen verwijzen naar apostel Jacobus, schildhouder van Bocholtz. De paal in het blauwe veld is het wapen van het geslacht Von der Leyen, waarvan leden sinds 1680 Heren van Bocholtz en Simpelveld waren.

## Blazoen

### Het wapen van 1907

Wapen van Simpelveld (1907 - 1983)

De beschrijving van het wapen dat op 6 april 1907 aan Simpelveld werd toegekend, luidt:
In azuur een paal van zilver. Het schild vastgehouden door een schildhouder, achter het schild geplaatst, zijnde de H.Remigius van voren gezien, gekleed in een zilveren alba, waaroverheen een kazuivel van keel met boordsels van goud; gelaat, handen, haar en baard van natuurlijke kleur, het hoofd gedekt door een zilveren mijter, geboord van goud en beladen met een gouden kruisje en omgeven door een nimbus van goud; in de rechterhand een ampulla van goud omhoog houdende, boven welke een vliegende duif van zilver, schuinlinks geplaatst en met de linkerhand een bisschopsstaf van goud vasthoudende.
N.B.:
- De heraldische kleuren in het wapen zijn azuur (blauw), zilver (wit), goud (geel) en keel (rood).
- In de heraldiek zijn links en rechts gezien van achter het schild. Voor de toeschouwer zijn deze dus verwisseld.

### Het wapen van 1983
De beschrijving van het gewijzigde wapen luidt:
In azuur een paal van zilver, vergezeld rechts van een ampul van goud, waarboven een schuinlinks geplaatste omlaag vliegende duif van zilver en links van 2 St.Jacobsschelpen van zilver boven elkaar. Het schild gedekt door een gouden kroon van 3 bladeren en 2 parels.